# Llista de topònims de Bages de Rosselló
Llista de topònims (noms propis de lloc) de Bages de Rosselló (Rosselló).
Informació actualitzada per un bot. Els canvis manuals es perdran quan s'actualitzi!

## església
| imatge | Nom                  | Ubicat a          | instància de          | Detalls                                                                             | coordenades                                                   | Protecció | Commons (més fotos)         | Dades a WD                    |
| ------ | -------------------- | ----------------- | --------------------- | ----------------------------------------------------------------------------------- | ------------------------------------------------------------- | --------- | --------------------------- | ----------------------------- |
|        | Sant Andreu de Bages | Bages de Rosselló | església Ús: església | Estil: arquitectura romànica Anomenat per: Andreu apòstol Dedicat a: Andreu apòstol | 42° 36′ 22″ N, 2° 53′ 39″ E / 42.606°N,2.89405°E 21.5 msnm    |           | Église Saint-André de Bages | Modifica les dades a Wikidata |
|        | Sant Joan de Rard    | Bages de Rosselló | església              |                                                                                     | 42° 37′ 09″ N, 2° 52′ 21″ E / 42.6190555556°N,2.87261111111°E |           |                             | Modifica les dades a Wikidata |

## Misc
| imatge | Nom                                   | Ubicat a                                               | instància de                          | Detalls                                        | coordenades                                                                                           | Protecció                                                           | Commons (més fotos)                      | Dades a WD                    |
| ------ | ------------------------------------- | ------------------------------------------------------ | ------------------------------------- | ---------------------------------------------- | --- | ------------------------------------------------------------------- | ---------------------------------------- | ----------------------------- |
|        | Agulla de la Mar                      | Pirineus Orientals                                     | canal                                 | Desemboca: Estany de Sant Nazari Llarg: 13.3km | 42° 38′ 58″ N, 3° 01′ 05″ E / 42.649575°N,3.018182°E                                                  |                                                                     |                                          | Modifica les dades a Wikidata |
|        | Castell de Rard                       | Bages de Rosselló                                      | castell                               |                                                | 42° 37′ 10″ N, 2° 52′ 11″ E / 42.6193888889°N,2.86980555556°E 78.9 msnm                               |                                                                     |                                          | Modifica les dades a Wikidata |
|        | casa de la vila de Bages de Rosselló  | Bages de Rosselló                                      | instal·lació Ús: seu del govern local |                                                | 42° 36′ 21″ N, 2° 53′ 31″ E / 42.6058600961502°N,2.89208082709173°E fr:22 AV JEAN JAURES, 66670 BAGES |                                                                     | Town hall of Bages (Pyrénées-Orientales) | Modifica les dades a Wikidata |
|        | estany de Vilanova de Raò             | Vilanova de Raò Montescot Bages de Rosselló Pollestres | llac Ús: regadiu turisme              | 1976 Llarg: 1080m Alt: 9m Volum: 17.5ha        | 42° 37′ 52″ N, 2° 54′ 13″ E / 42.630994444444°N,2.9036333333333°E 20 msnm                             |                                                                     | Lake of Villeneuve de la Raho            | Modifica les dades a Wikidata |
|        | monument als morts de guerra de Bages | Bages de Rosselló                                      | memorial de guerra obra escultòrica   | Creador: Josep Coll 20th century               | 42° 36′ 21″ N, 2° 53′ 30″ E / 42.605783333333335°N,2.891638888888889°E Bages de Rosselló              | Objecte inclòs en l'Inventari general del patrimoni cultural (IGPC) |                                          | Modifica les dades a Wikidata |